# Sentarō Ōmori
Sentarō Ōmori (大森仙太郎?, Ōmori Sentarō; Prefettura di Kumamoto, 3 ottobre 1892 – 24 dicembre 1974) è stato un ammiraglio giapponese, attivo durante la seconda guerra mondiale.
Arruolatosi nella marina imperiale giapponese nel 1912, prestò servizio su grandi navi da guerra ma optò per la specializzazione in naviglio silurante: il suo primo comando fu infatti una torpediniera. Nel corso degli anni venti continuò ad avere esperienze saltuarie a bordo di corazzate e, come tenente di vascello e capitano di corvetta, fu a lungo istruttore presso la Scuola di addestramento all'uso del siluro; verso la fine del decennio lavorò nello stato maggiore della Flotta Combinata. Nella prima metà degli anni trenta comandò alcuni cacciatorpediniere e acquisì il grado di capitano di fregata, quindi ricoprì incarichi presso il 2º Distretto navale (Kure). Dal 1934 al 1936 fu comandante della 16ª Divisione e 21ª Divisione cacciatorpediniere e dal 1937 al 1939 riprese il posto di insegnante alla Scuola. Alla fine del 1940 fu promosso comandante della 1ª Squadriglia cacciatorpediniere e anche contrammiraglio: con questa formazione fu presente all'attacco di Pearl Harbor nel dicembre 1941 e all'incursione giapponese nell'Oceano Indiano (aprile 1942). Nel corso della battaglia delle Midway (4-6 giugno 1942) fu incaricato di occupare con una piccola squadra l'isola di Attu e in novembre divenne comandante della 5ª Divisione incrociatori (Myoko, Haguro). All'inizio del novembre 1943, con questa unità e un gruppo di cacciatorpediniere, combatté la battaglia della baia dell'imperatrice Augusta, rimediando una netta sconfitta a causa di scarse informazioni e manovre errate.
Il fallimento gli costò il comando della divisione e l'allontanamento dal teatro di guerra. Diresse a lungo la Scuola siluristi e divenne viceammiraglio nel maggio 1944. La fine del conflitto lo trovò a capo della debole 7ª Flotta. In ottobre si dimise dalla marina. Morì nel 1974.

## Biografia

### Carriera iniziale
Sentarō Ōmori nacque nella prefettura di Kumamoto il 3 ottobre 1892. In giovane età s'iscrisse all'Accademia navale di Etajima: studiò nella 41ª classe e si diplomò il 19 dicembre 1913, sedicesimo su 118 allievi; ottenne il brevetto di aspirante guardiamarina e fu imbarcato sull'incrociatore corazzato Adzuma, passando poi provvisoriamente all'incrociatore da battaglia Kongo l'11 agosto 1914 e quindi alla vecchia pre-dreadnought Iwami di preda bellica russa il 21 agosto. In dicembre acquisì la qualifica piena di guardiamarina e il 12 febbraio 1915 fu riassegnato all'incrociatore Kongo; oltre un anno più tardi, esattamente il 1º giugno 1916, fu trasferito a bordo della moderna nave da battaglia Yamashiro, sulla quale sei mesi dopo ricevette la promozione a sottotenente di vascello. All'inizio del luglio 1917 fu integrato nella 2ª Divisione torpediniere, poi seguì i Corsi base alla Scuola di artiglieria navale e siluristi tra il dicembre 1917 e il dicembre 1918, venendo infine assegnato al cacciatorpediniere di terza classe (torpediniera) Shirayuki. Questa esperienza, unita al servizio nella 2ª Divisione, rivestì forse notevole importanza per lui, tanto che il 1º dicembre 1919, a dispetto del precedente addestramento su grandi navi da guerra, iniziò a seguire il Corso avanzato di guerra silurante. L'anno successivo, con il grado di tenente di vascello, prese il comando di un'unità rimasta sconosciuta in seno alla 15ª Divisione torpediniere.

### Gli anni venti e gli anni trenta
Il 21 luglio 1921 Ōmori, che aveva lasciato da poco il comando della torpediniera, fu assegnato alla supervisione del completamento del cacciatorpediniere di seconda classe (cacciatorpediniere di scorta) Ashi: pronto in ottobre, entrò a far parte dell'equipaggio il 29 di quel mese. Dal 1º maggio 1922 tornò invece a bordo di una nave capitale, la corazzata Mutsu appena entrata in servizio. All'inizio di dicembre fu nominato ufficiale del tiro agli apparati lanciasiluri del cacciatorpediniere Nokaze; il 1º dicembre 1923 fu investito del comando di una seconda torpediniera, la Hibiki, e al contempo del ruolo di istruttore presso la Scuola per addestrare le nuove reclute alla guerra navale condotta con piccole navi siluranti. Tuttavia, giò il 10 gennaio 1924 lasciava questo secondo incarico e il 3 giugno cedette il comando della Hibiki al suo successore, essendo stato ridestinato al personale del 1º Distretto navale con quartier generale a Yokosuka. Il 18 luglio 1924 fu imbarcato per un breve periodo sull'incrociatore da battaglia Haruna, quindi dal 1º dicembre gli fu restituito il posto di istruttore, che mantenne a lungo. Divenuto capitano di corvetta alla fine del 1925, dal 10 dicembre 1928 entrò a far parte degli stati maggiori della 1ª Flotta e della Flotta Combinata.
Ōmori tornò in mare il 15 novembre 1930 con un ruolo di doppio comando sui cacciatorpediniere Namikaze e Kamikaze: comunque dal 1º dicembre, ricevuti i gradi di capitano di fregata, lo mantenne solo sul Namikaze, che rimase ai suoi ordini sino al 2 novembre 1931, data alla quale Ōmori fu posto a capo del cacciatorpediniere Yugiri. Oltre un anno più tardi, il 1º dicembre 1932, gli furono affidati una serie di incarichi a terra: tornò a insegnare alla Scuola di impiego del siluro, fu integrato nello stato maggiore della Divisione di ricerca degli ordigni navali, dipendente dall'arsenale di Kure, ed ebbe un posto di istruttore presso la Scuola navale di comunicazioni. Il 22 ottobre 1934, lasciati i vari ruoli, divenne comandante della 16ª Divisione cacciatorpediniere e il 15 novembre ebbe anche la promozione a capitano di vascello; un anno esatto più tardi fu trasferito alla testa della 21ª Divisione cacciatorpediniere. All'inizio del dicembre 1936 passò alle dipendenze dello stato maggiore della marina, che il 5 lo indirizzò a un corso di specializzazione presso il Collegio navale, l'istituzione preposta alla formazione di competenti ufficiali di stato maggiore. Completati gli studi, ebbe un intermezzo al comando della nave appoggio idrovolanti Kamikawa Maru dal 18 settembre 1937 prima di divenire, il 1º dicembre, istruttore capo presso la Scuola siluristi. Il 15 novembre 1939 riprese un incarico in mare come comandante della nave da battaglia rimodernata Ise. Ufficiale apprezzato, Ōmori era divenuto noto nella marina imperiale per il suo atteggiamento compassato e riservato.

### La seconda guerra mondiale
Il 15 ottobre 1940 Ōmori assunse il comando della 1ª Squadriglia cacciatorpediniere e il mese successivo fu di conseguenza promosso al grado di contrammiraglio. Questo reparto fu aggregato nell'aprile 1941 alla 1ª Flotta aerea del viceammiraglio Chūichi Nagumo, che riuniva le grandi portaerei di squadra allora possedute dalla marina nipponica. La formazione nacque esplicitamente per portare un colpo improvviso alla United States Navy all'àncora a Pearl Harbor e salpò a fine novembre dalle isole Curili meridionali; per l'operazione Ōmori, imbarcato sull'incrociatore leggero Abukuma, disponeva dei cacciatorpediniere Arare, Akigumo, Kagero, Shiranui, Kasumi, Isokaze, Hamakaze, Urakaze e Tanikaze. La missione si svolse senza difficoltà, eccettuata una tempesta nel corso della rotta di avvicinamento che rischiò di scompigliare la formazione di Ōmori. Egli fu in seguito presente alle operazioni condotte dalla 1ª Flotta aerea nei primi mesi di guerra nelle Indie Olandesi, sull'Australia e sui possedimenti di questa nell'arcipelago di Bismarck, nell'Oceano Indiano: in tutti questi casi si limitò ad accompagnare le portaerei, senza ingaggiare combattimenti.
Nel maggio 1942, in ottemperanza al vasto piano messo a punto dall'ammiraglio Isoroku Yamamoto per occupare l'atollo di Midway e attirare le superstiti portaerei statunitensi in una battaglia finale, Ōmori fu assegnato alla 5ª Flotta e quindi destinato a operare nelle manovre diversive nelle Aleutine; sempre a bordo della sua ammiraglia Abukuma, ebbe quattro cacciatorpediniere, un posamine e un trasporto truppe con 1 500 uomini per attaccare e occupare la rocciosa isola di Attu. Egli portò a termine la missione tra l'8 e il 10 giugno, magro guadagno conseguito dai giapponesi nella catastrofica battaglia delle Midway (4-6 giugno 1942). Ōmori rientrò nelle acque nazionali a fine mese e mantenne il comando della 1ª Squadriglia cacciatorpediniere, che tuttavia non fu aggregato all'erede della disciolta 1ª Flotta aerea, ovvero la 3ª Flotta sempre guidata dal viceammiraglio Nagumo: non fu dunque presente alle battaglie aeronavali collegate alla campagna di Guadalcanal. Il 5 novembre 1942 fu richiamato allo stato maggiore generale della marina e il 10 gli fu affidato il comando della 5ª Divisione incrociatori (Myoko, Haguro). Questa formazione, dipendente dalla 2ª Flotta, era spesso distaccata per appoggiare l'8ª Flotta di stanza a Rabaul oppure per operare quale scorta ai convogli che recavano rinforzi alle numerose posizioni insulari giapponesi nelle isole Bismarck, nelle Filippine, nelle Indie olandesi.
Il 1º novembre 1943 reparti della 3ª Divisione marine sbarcarono di sorpresa a capo Torokina, nella baia dell'imperatrice Augusta sulla costa occidentale dell'isola di Bougainville. Nel pomeriggio Ōmori, che da fine ottobre era in rada con la divisione di incrociatori e una di cacciatorpediniere, ebbe ordine di condurre un attacco notturno alla testa di ponte, spazzare via le forze di scorta statunitensi e coprire il controsbarco da parte di dieci trasporti. Egli salpò subito e dispose le proprie unità in una formazione a tre colonne: al centro l'ammiraglia Myoko seguita dallo Haguro, a sinistra l'incrociatore leggero Sendai con i cacciatorpediniere Shigure, Samidare e Shiratsuyu, a destra l'incrociatore leggero Agano con i cacciatorpediniere Hatsukaze, Wakatsuki e Naganami. Nonostante la prudenza nella rotta di avvicinamento, la squadra nipponica fu localizzata grazie a intercettazioni radio e ricognizioni aeree; Ōmori rimandò indietro i trasporti ma proseguì con le unità da guerra, quindi lanciò un idrovolante dallo Haguro per esplorare il mare dinanzi a sé ed effettuò manovre diversive: il velivolo individuò in maniera largamente incompleta la Task force 39 del contrammiraglio Aaron Merrill (quattro incrociatori leggeri e otto cacciatorpediniere) di guardia alla forza anfibia, perciò Ōmori ritenne di poter rapidamente distruggere l'incrociatore e i tre cacciatorpediniere che gli erano stati segnalati. Alle 02:30 del 2 novembre ebbe inizio la battaglia della baia dell'imperatrice Augusta: la formazione nipponica, con rotta sud-est, incappò nella squadra statunitense e nel corso del lancio preliminare di alcuni siluri il Sendai entrò in collisione con lo Shiratsuyu. Alle 02:51 i quattro incrociatori leggeri del contrammiraglio Merrill colpirono ripetutamente, grazie al radar, il Sendai stesso. Ōmori, preso in contropiede, ordinò una complessa manovra allo scopo di assumere una rotta sud e rimanere parallelo alla Task force 39, che si era separata in tre gruppi diretti a sud e nord: bersagliati dalle salve nemiche, le unità giapponesi persero ogni coordinamento e il Myoko si schiantò contro lo Hatsukaze, infliggendogli gravi danni. Nonostante dopo le 03:00 alcuni aerei nipponici, giunti da Rabaul, avessero sganciato razzi illuminanti che avevano permesso alcuni centri sulle navi americane, alle 03:34 Ōmori decise di ripiegare, lasciandosi dietro i relitti del Sendai e dello Hatsukaze che furono affondati poco dopo dagli statunitensi. Ōmori rischiò inoltre, sulla rotta del rientro e poi in porto, di perdere altre unità sotto i colpi della Fifth Air Force statunitense, che però non riuscì a fermare gli incrociatori pesanti nipponici.

### Ultimi anni e morte
Non appena raggiunta Rabaul, Ōmori fu aspramente criticato per aver regalato la vittoria a un nemico inferiore per potenza di fuoco e nei giorni seguenti l'ammiraglio Mineichi Kōga, comandante in capo della Flotta combinata, lo sollevò dal comando della 5ª Divisione incrociatori. Rimpatriato, Ōmori fu relegato il 25 novembre 1943 a dirigere la Scuola siluristi al posto del contrammiraglio Shintarō Hashimoto, che lo sostituì alla guida della divisione. Il 1º maggio 1944 Ōmori fu promosso viceammiraglio e dal 1º luglio ebbe paralleli incarichi minori presso lo stato maggiore generale, il Ministero della marina e il Comando costruzioni navali; il 13 settembre fu quindi messo a capo della Divisione attacchi speciali, dipendente dal Ministero e coinvolta nell'organizzazione di metodi offensivi estremi, come battelli esplosivi, siluri umani e simili. Il 10 agosto 1945, a guerra ormai perduta, divenne assistente allo stato maggiore generale e dieci giorni più tardi passò al comando della debole 7ª Flotta: essa fu tuttavia sciolta il 15 settembre, in seguito alla resa ufficiale dell'Impero giapponese, e dunque Ōmori rimase a disposizione dello stato maggiore generale sino al 10 ottobre, quando rassegnò le dimissioni. Si ritirò a vita privata, non fu processato per crimini di guerra e morì il 24 dicembre 1974, all'età di 82 anni.